# Alcea karsiana
Alcea karsiana là một loài thực vật có hoa trong họ Cẩm quỳ. Loài này được (Bordz.) Litv. mô tả khoa học đầu tiên năm 1924.